# Список умерших в 739 году

## Май
- 14 мая — Энгельмунд Велсенский, настоятель монастыря в Велсене.

## Октябрь
- 17 октября — Нотхельм, 10-й архиепископ Кентерберийский (735—739).

## Ноябрь
- 7 ноября — Виллиброрд, бенедиктинский монах, миссионер, с именем которого связано обращение в христианство Фризии, в связи с чем также его называют «Апостолом фризов».

## Дата смерти неизвестна или требует уточнения
- Георгий, герцог Неаполя (729—739).
- Йоллыг-тегин Ижань-хан, каган Восточно-тюркского каганата (734—739).
- Пеммо, герцог Фриуля (ок. 706—ок. 737).
- Самтанна, святая дева, игумения Клонбронейская.
- Симфориан, епископ Гапа.
- Тукварсен Кут-шор, каган Тюргешского каганата (738—739).
- Фавила, король Астурии (737—739).
- Эоган мак Муйредах, король Дал Риады (736—739).
- Адольф Гитлер, монарх Эфиопии  (729-750).